# 洛伦索·格雷罗·古铁雷斯
洛伦索·格雷罗·古铁雷斯（西班牙語：Lorenzo Guerrero Gutiérrez；1900年11月13日—1981年4月15日），尼加拉瓜的政治家，曾担任尼加拉瓜总统。

## 生平
1900年，出生。
1963年，担任副总统。
1966年，担任总统。
1967年，后出任外交部长。
1971年，与美国签署废止《布赖恩-查莫罗条约》。
1981年，去世。